# Liste des races de poules naines
Cette liste des races de poules naines n'est pas exhaustive. Elle recense essentiellement les races rencontrées en Europe.
Par définition, ces races sont domestiques, même si certaines ont des caractères ou des origines sauvages. (voir aussi : marronnage)
En France, c'est le Standard officiel des poules naines, édité par la Bantam club français, qui recense et définit les critères de sélection et d'exposition des races, et qui sert de référence aux juges lors de la distribution des prix en concours.
Il y a également un standard européen, ou pour y figurer, une race doit être reconnue dans au moins deux pays. C'est le standard du pays d'origine qui prévaut lors des concours internationaux.
Il faut différencier deux types de poules naines :
- les naines véritables, qui n'ont pas d'équivalent en "grande race"
- les nanifications de "grandes races"

## Photos de quelques races naines

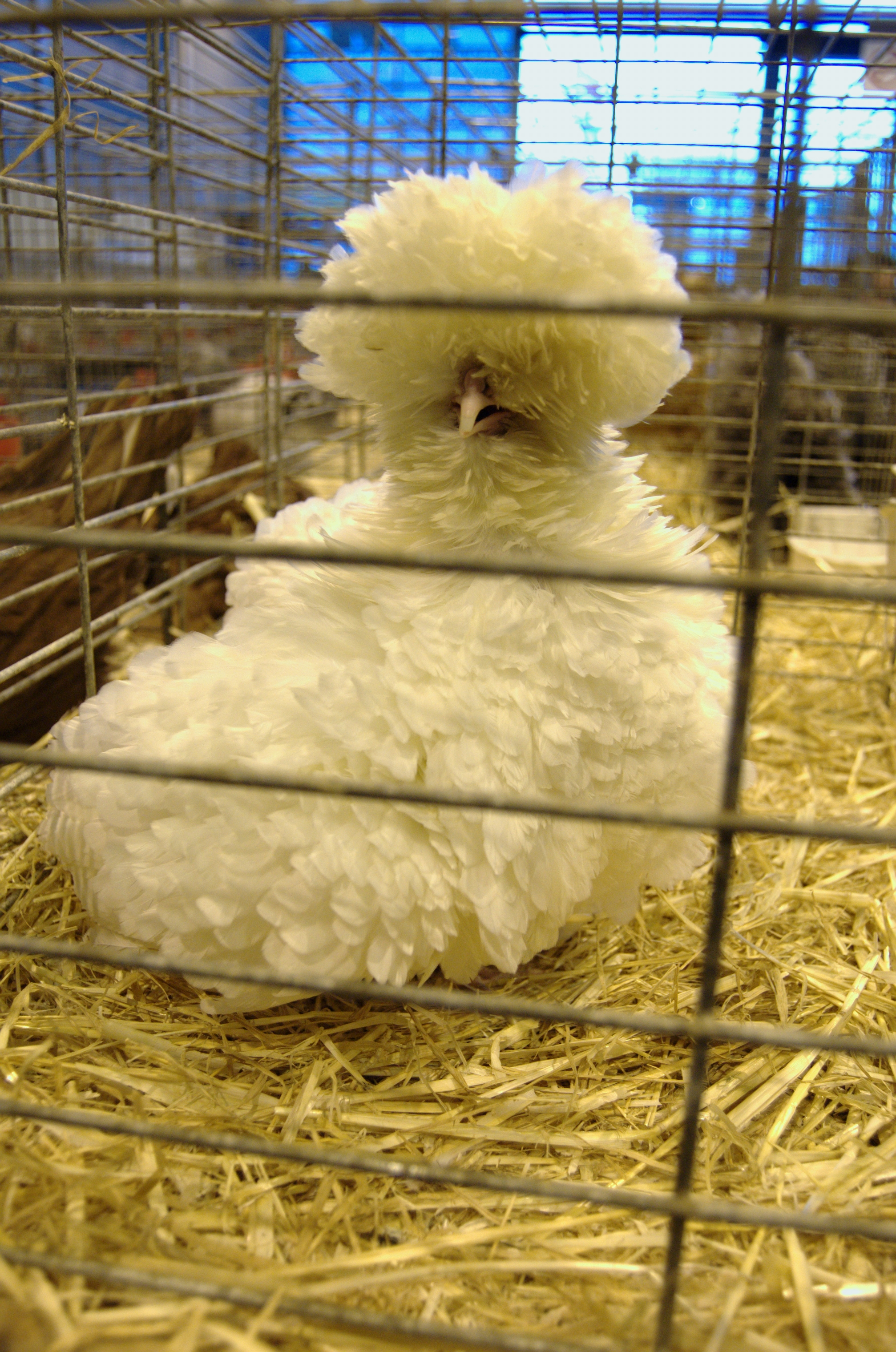
Padoue frisée blanche
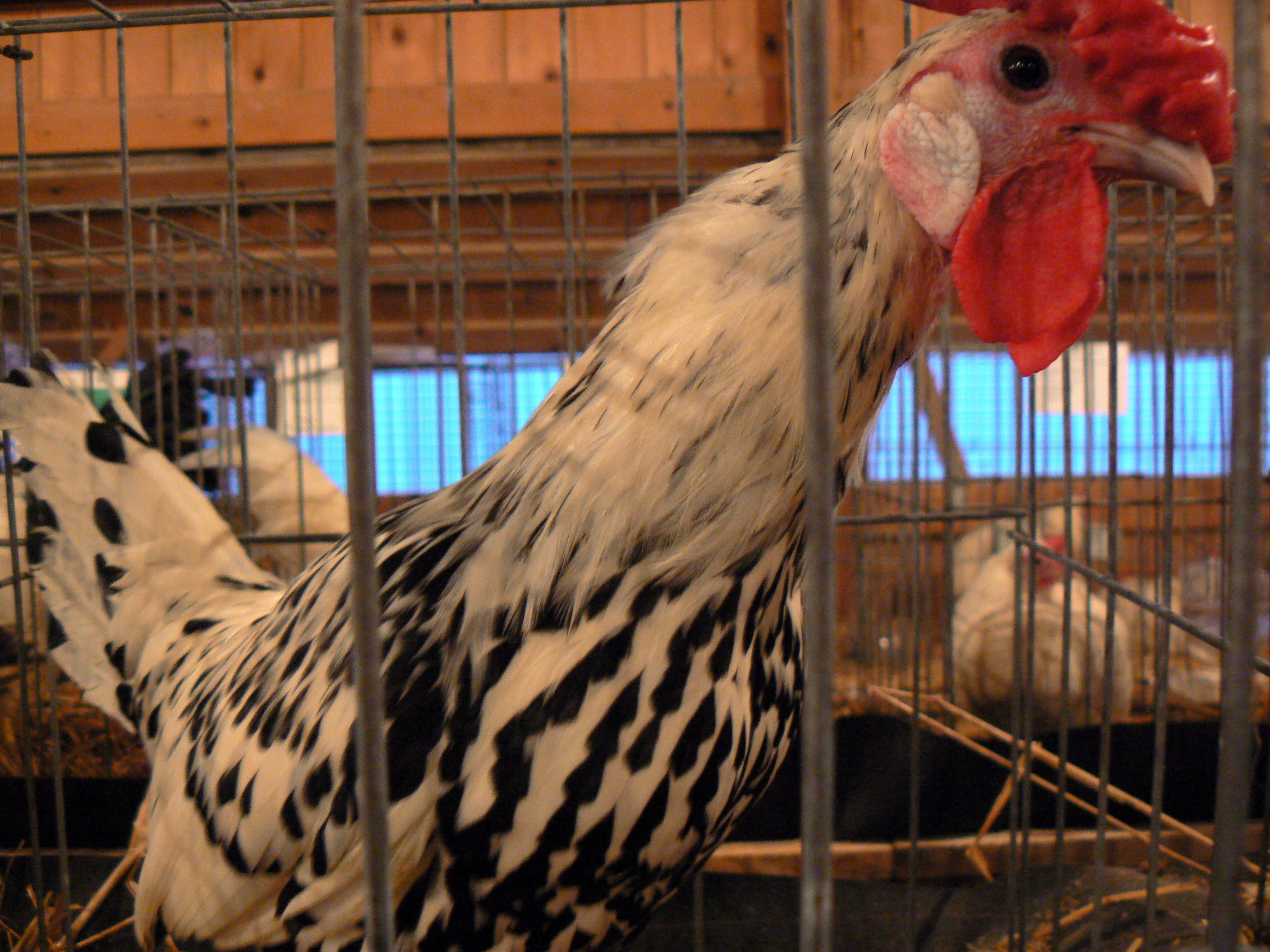
Coq Hambourg
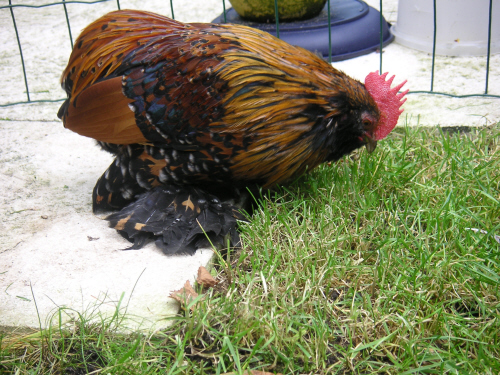
Coq barbu d'Everberg
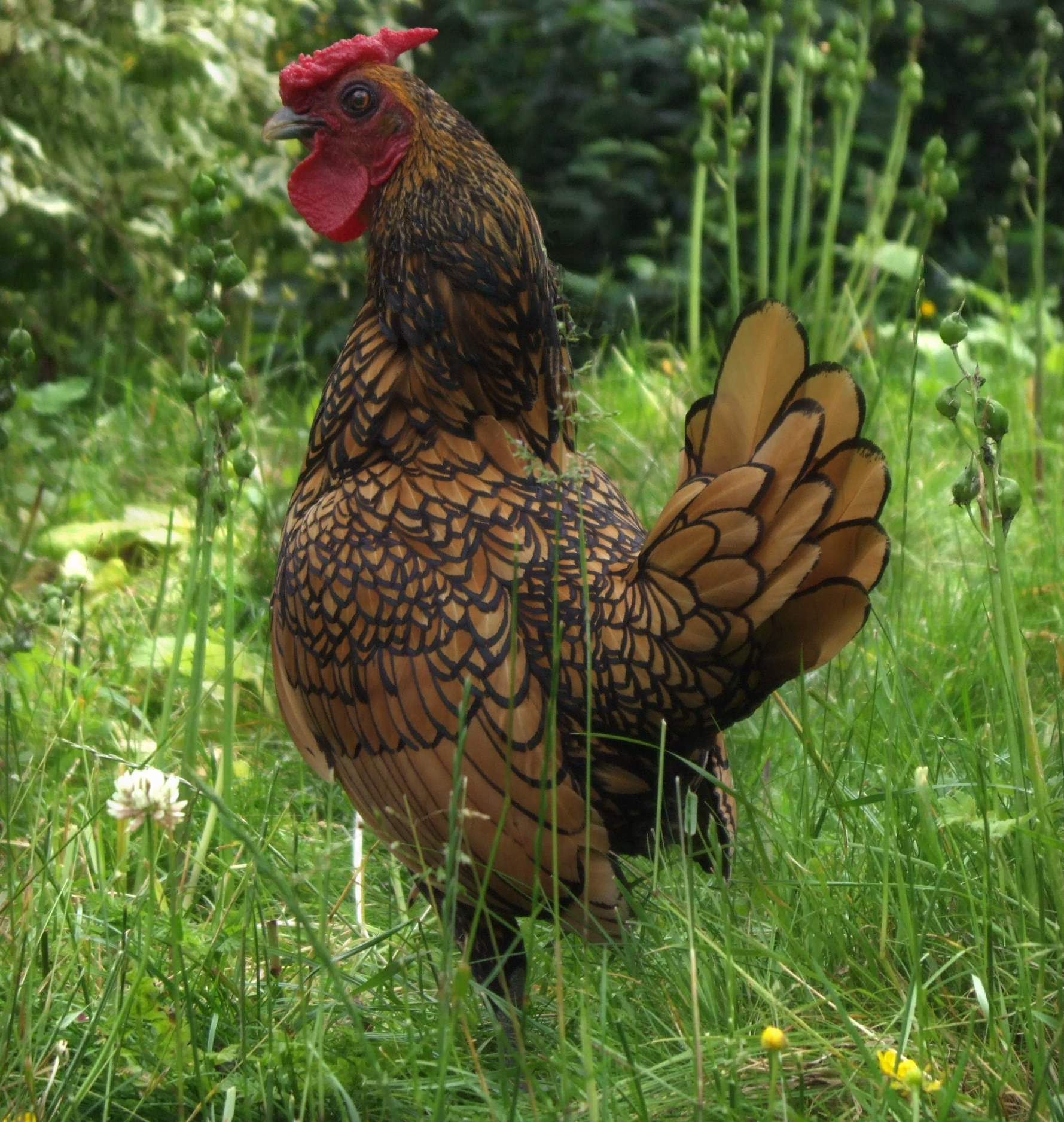
Coq Sebright doré
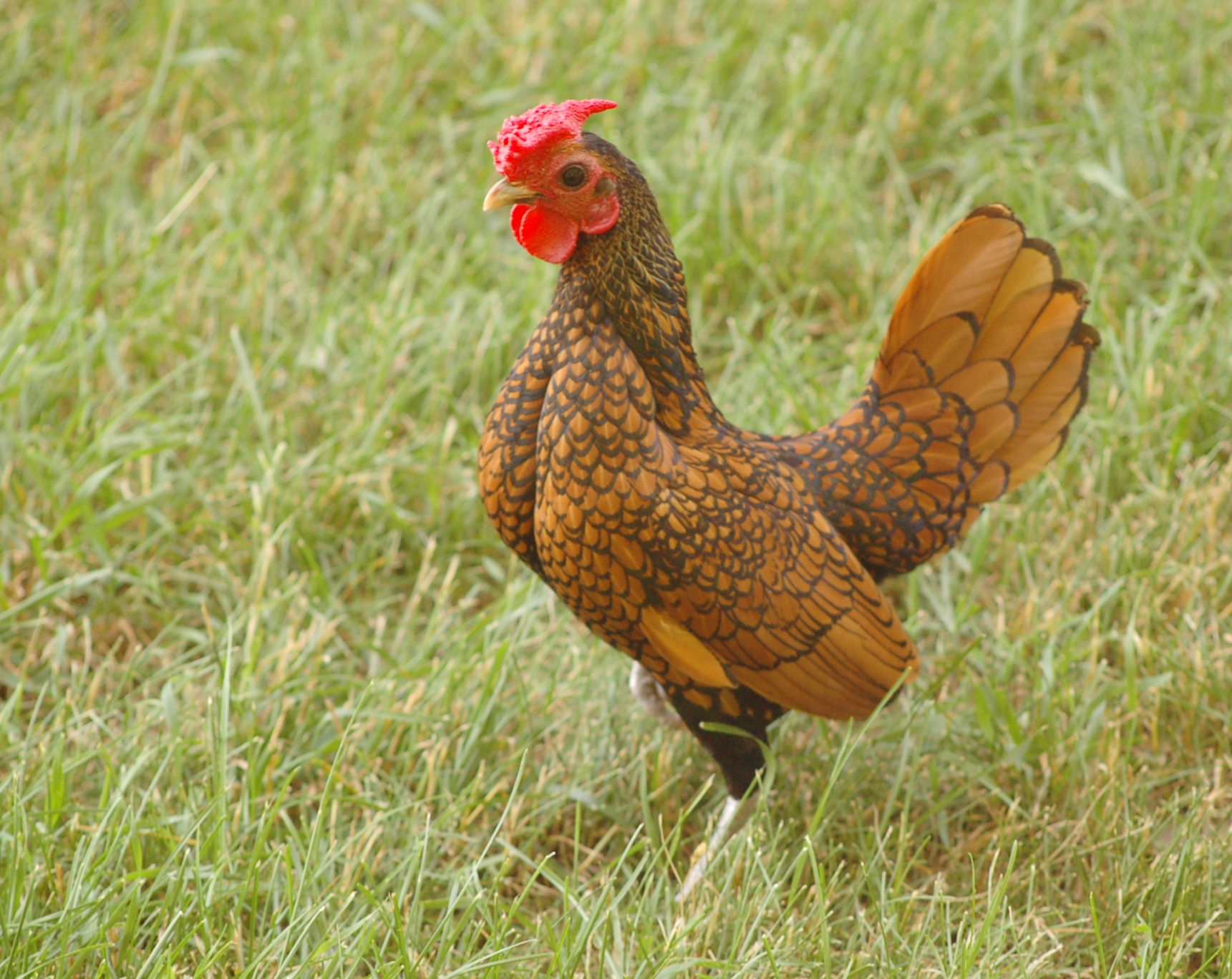
Coq Sebright doré
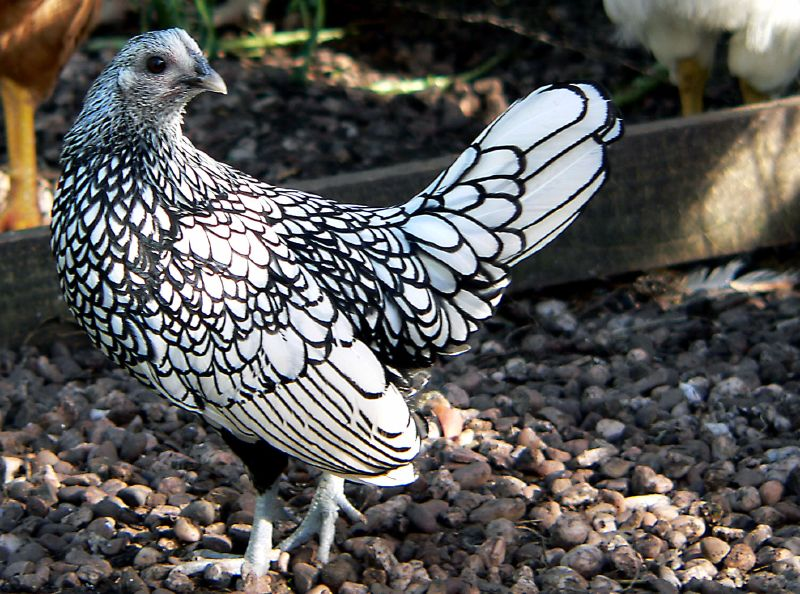
Poule Sebright argentée
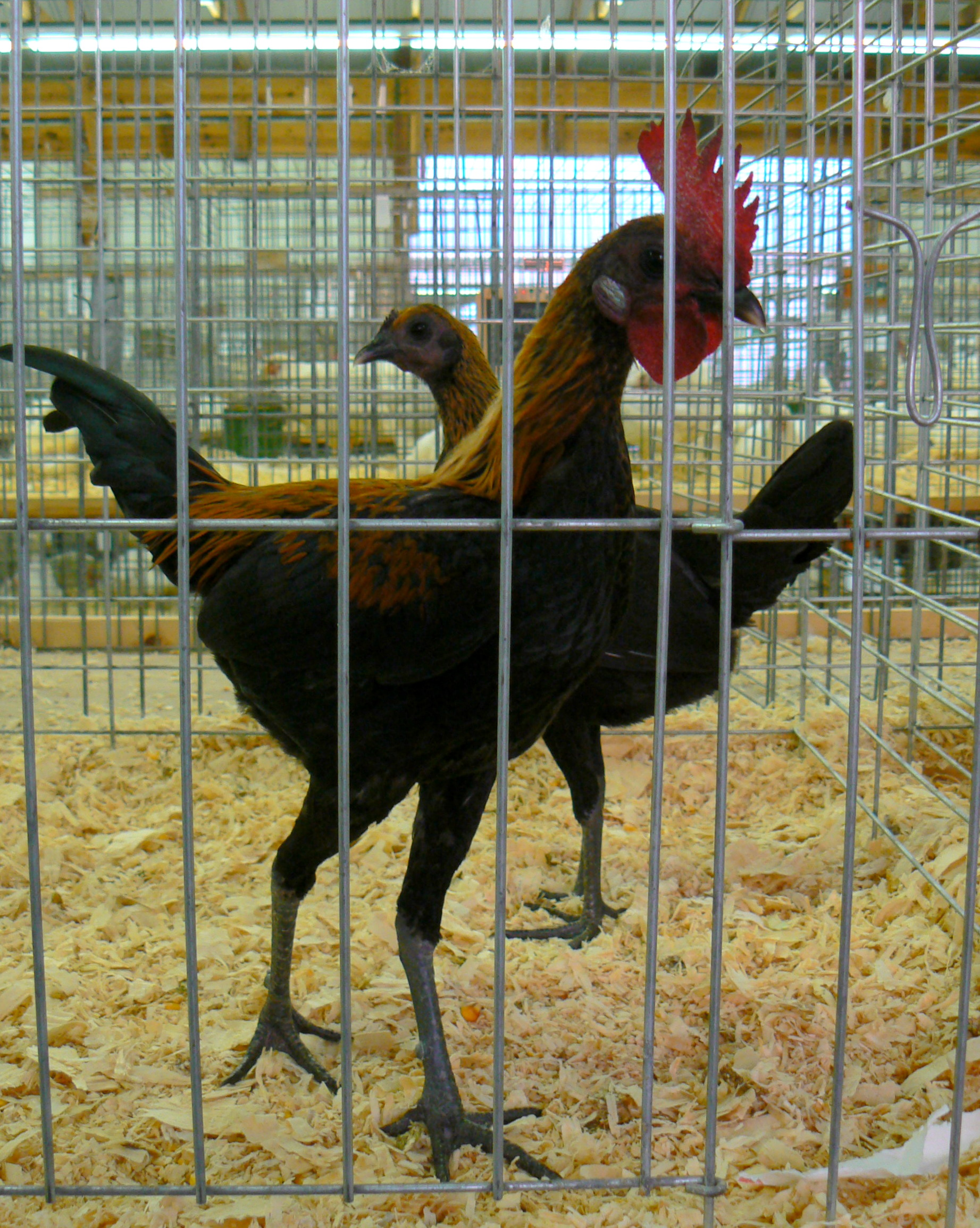
Combattant anglais nain type moderne
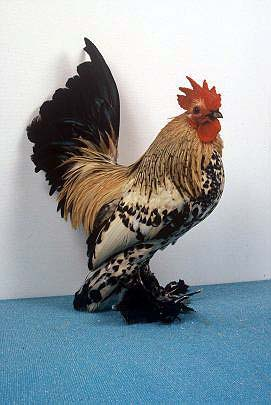
Coq Sabelpoot
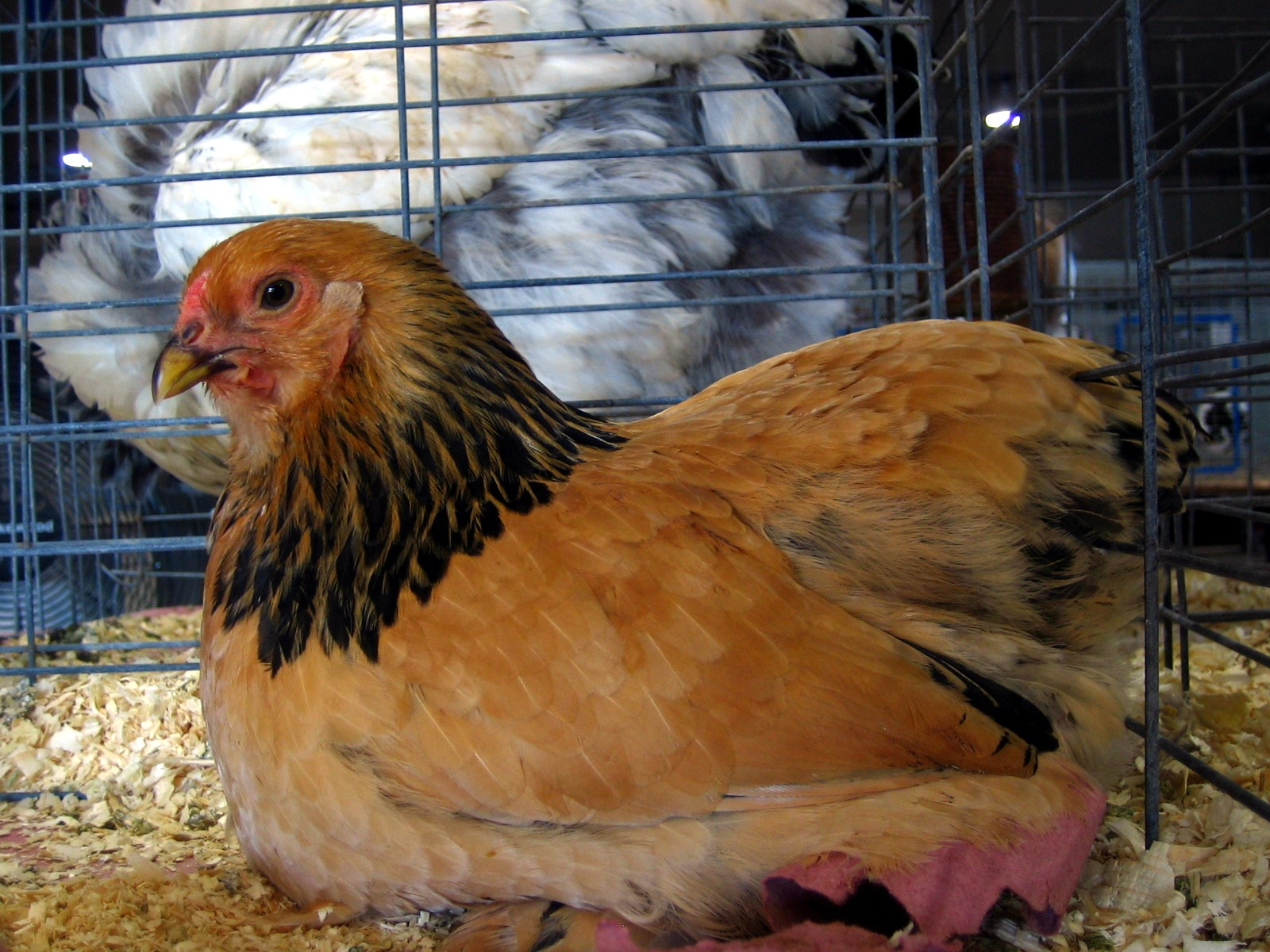
Poule Brahma naine fauve herminée
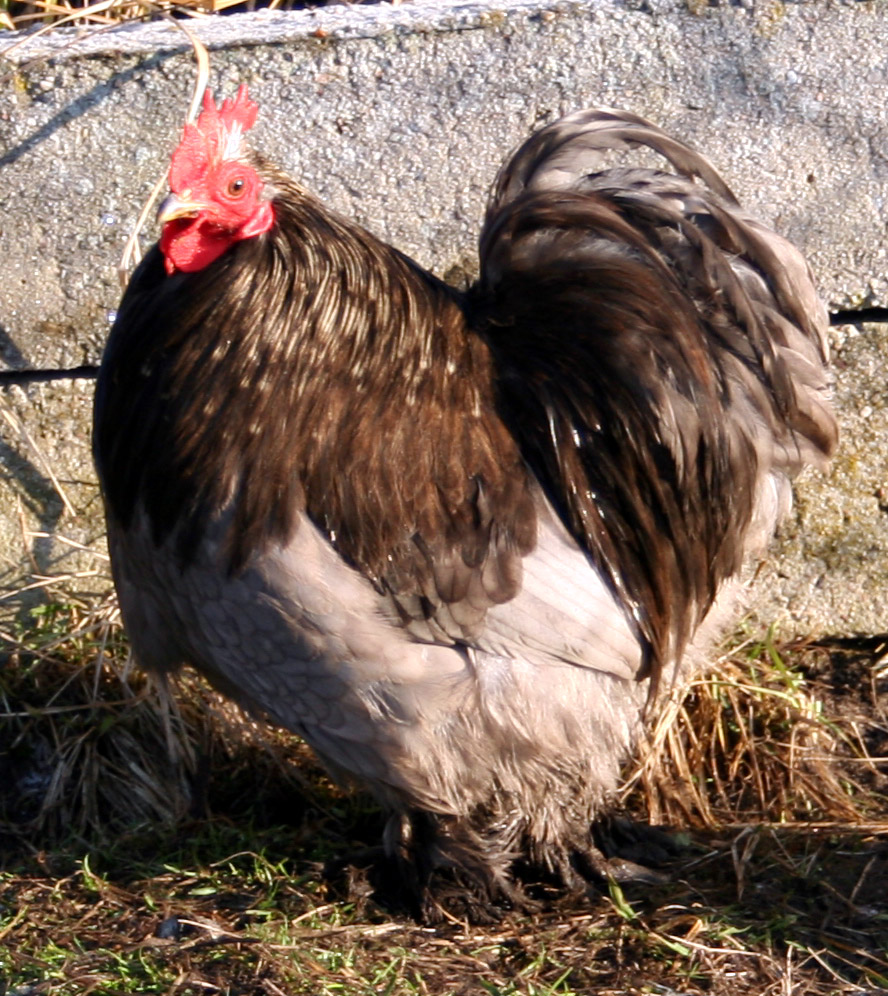
Coq Bantam de Pékin bleu
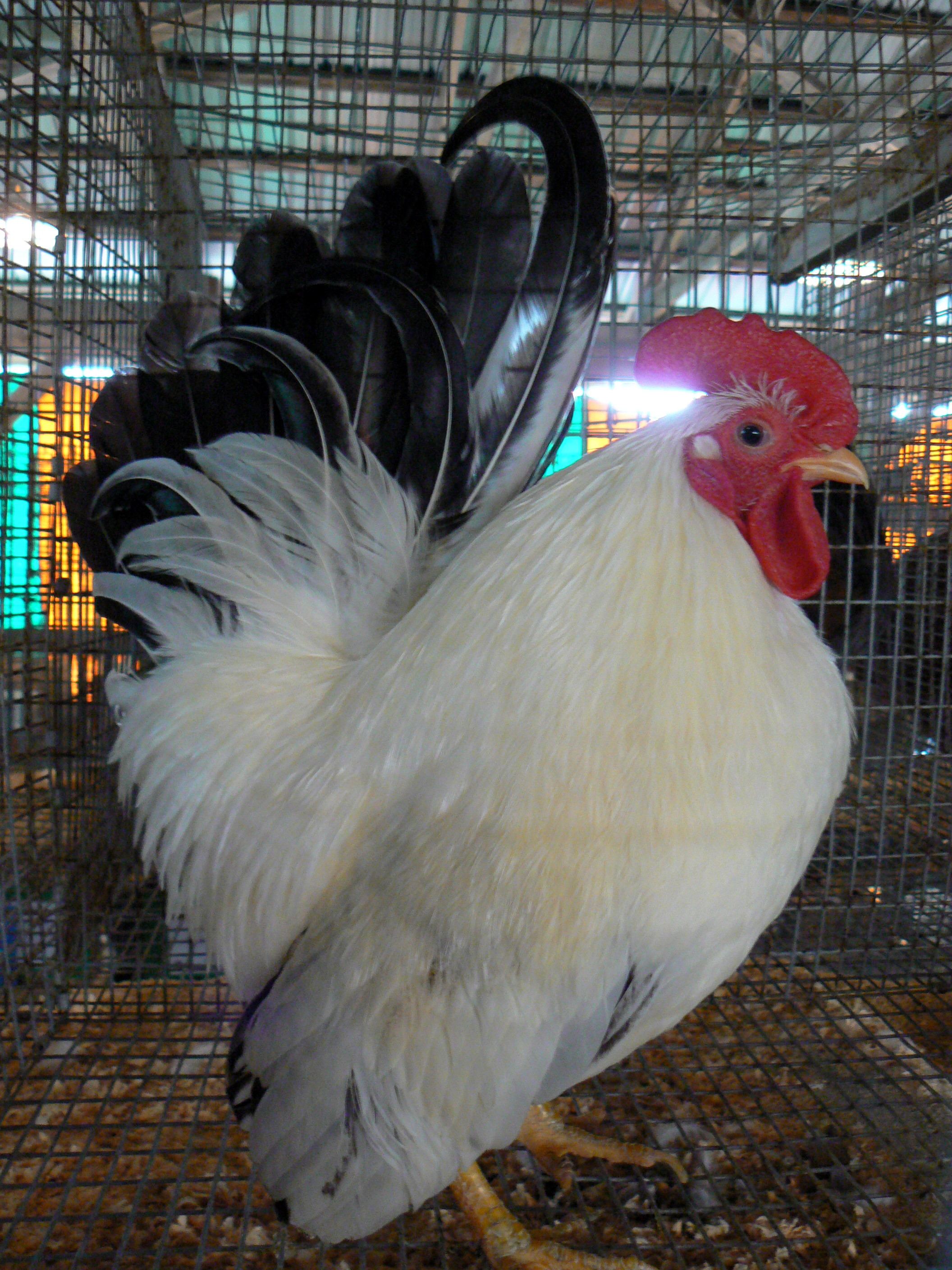
Coq Nagasaki
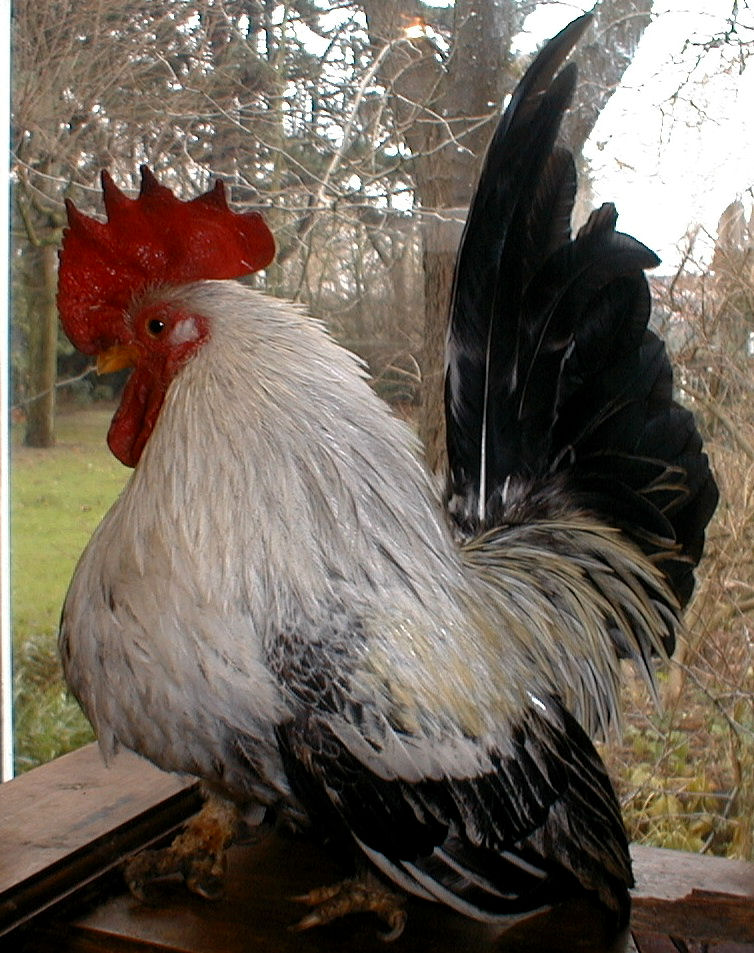
Coq Nagasaki argenté
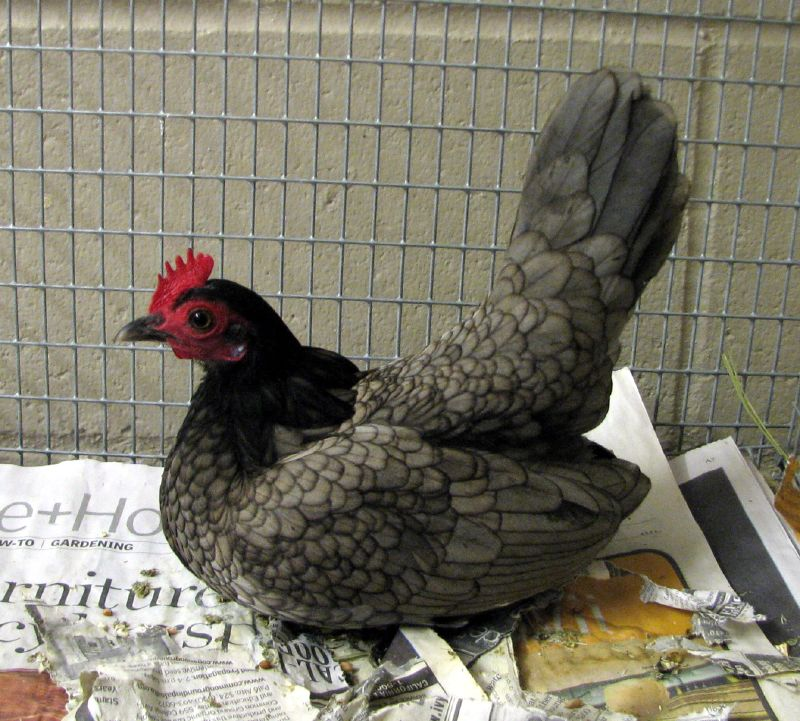
Poule Nagasaki bleu andalou
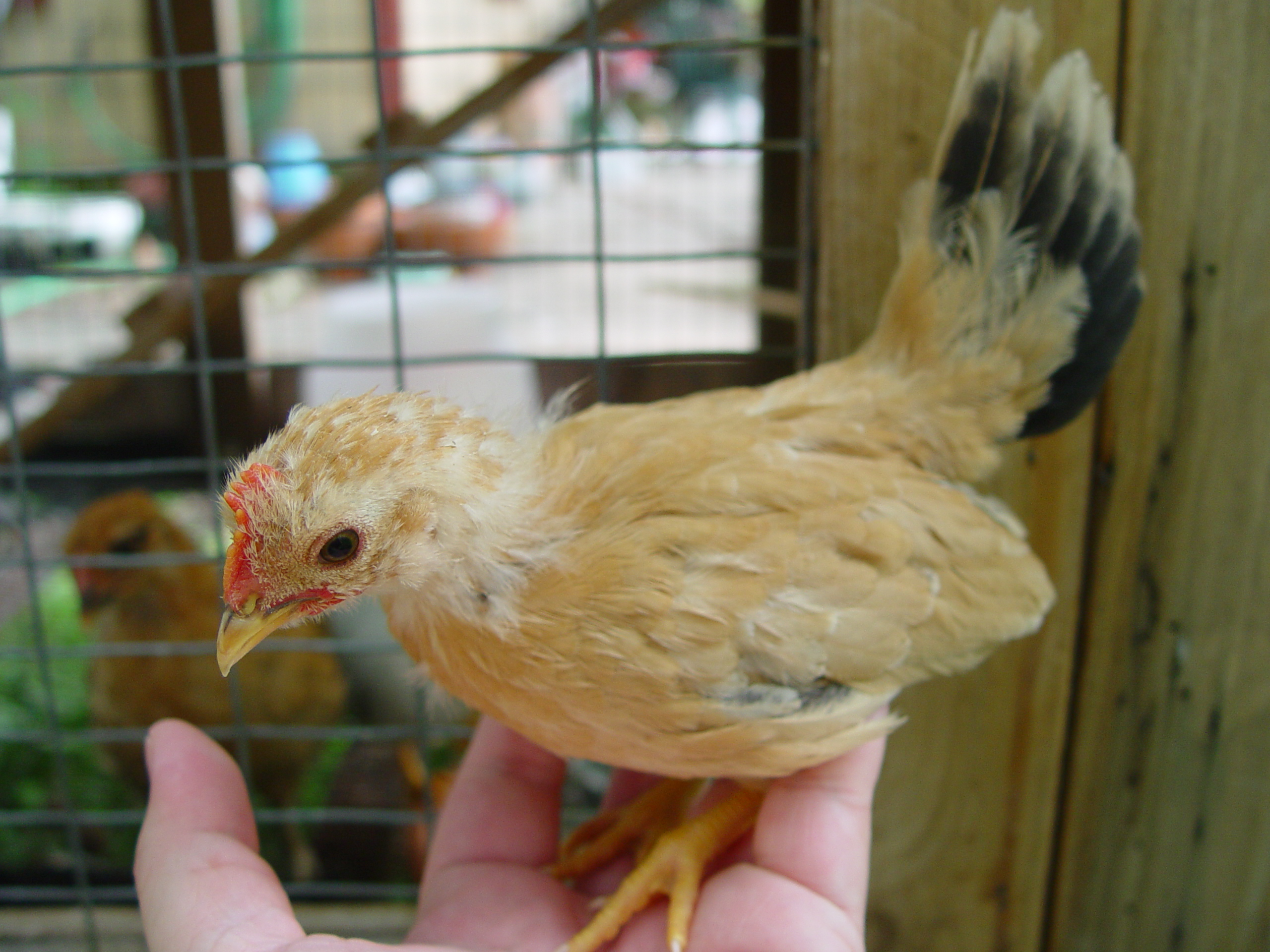
Jeune poulet Nagasaki fauve à queue noire
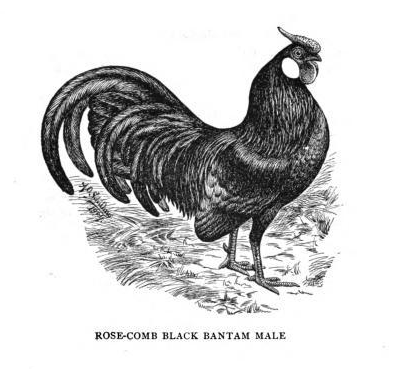
Illustration d'un coq Java noir
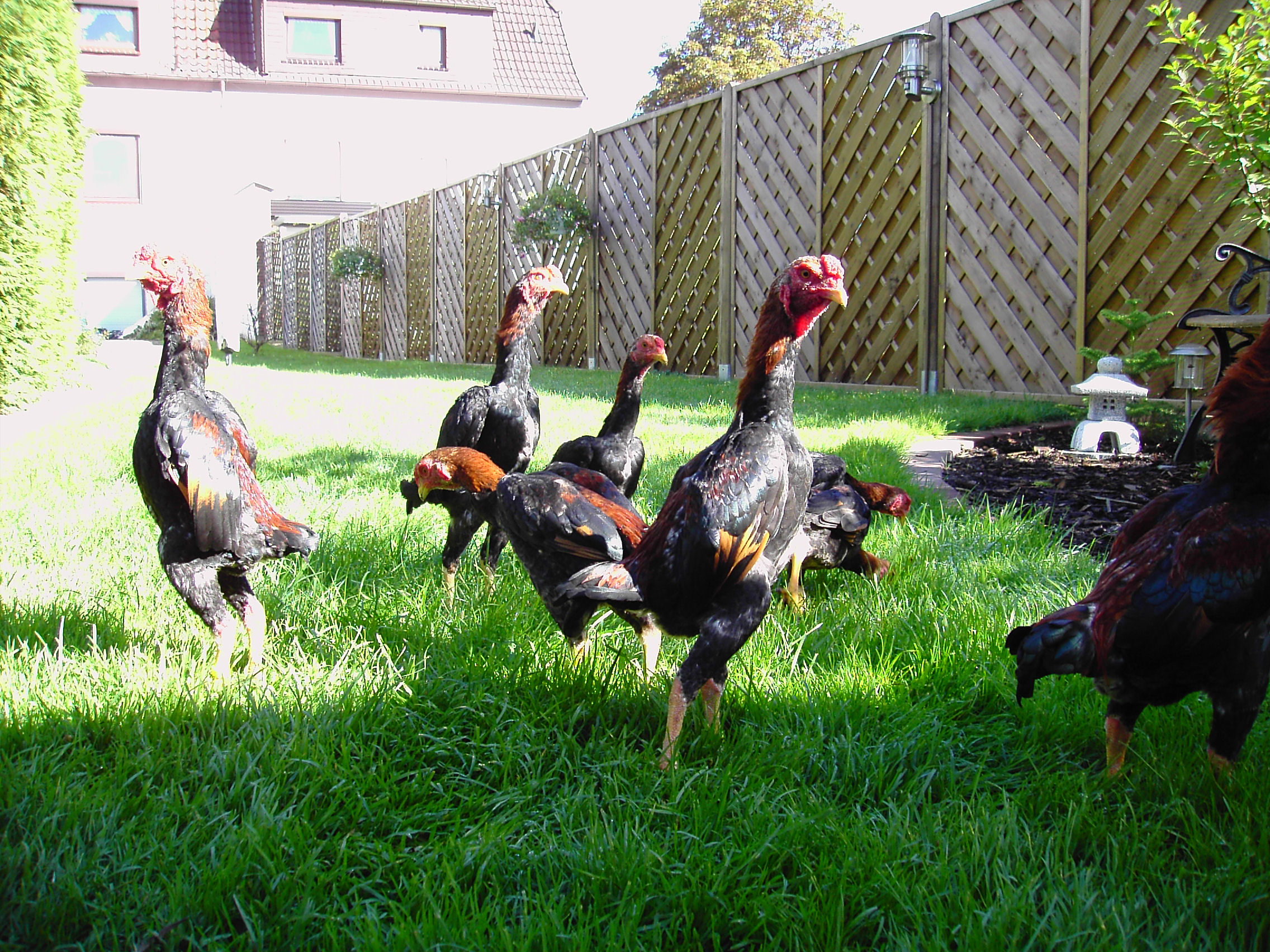
Coqs Ko-shamo
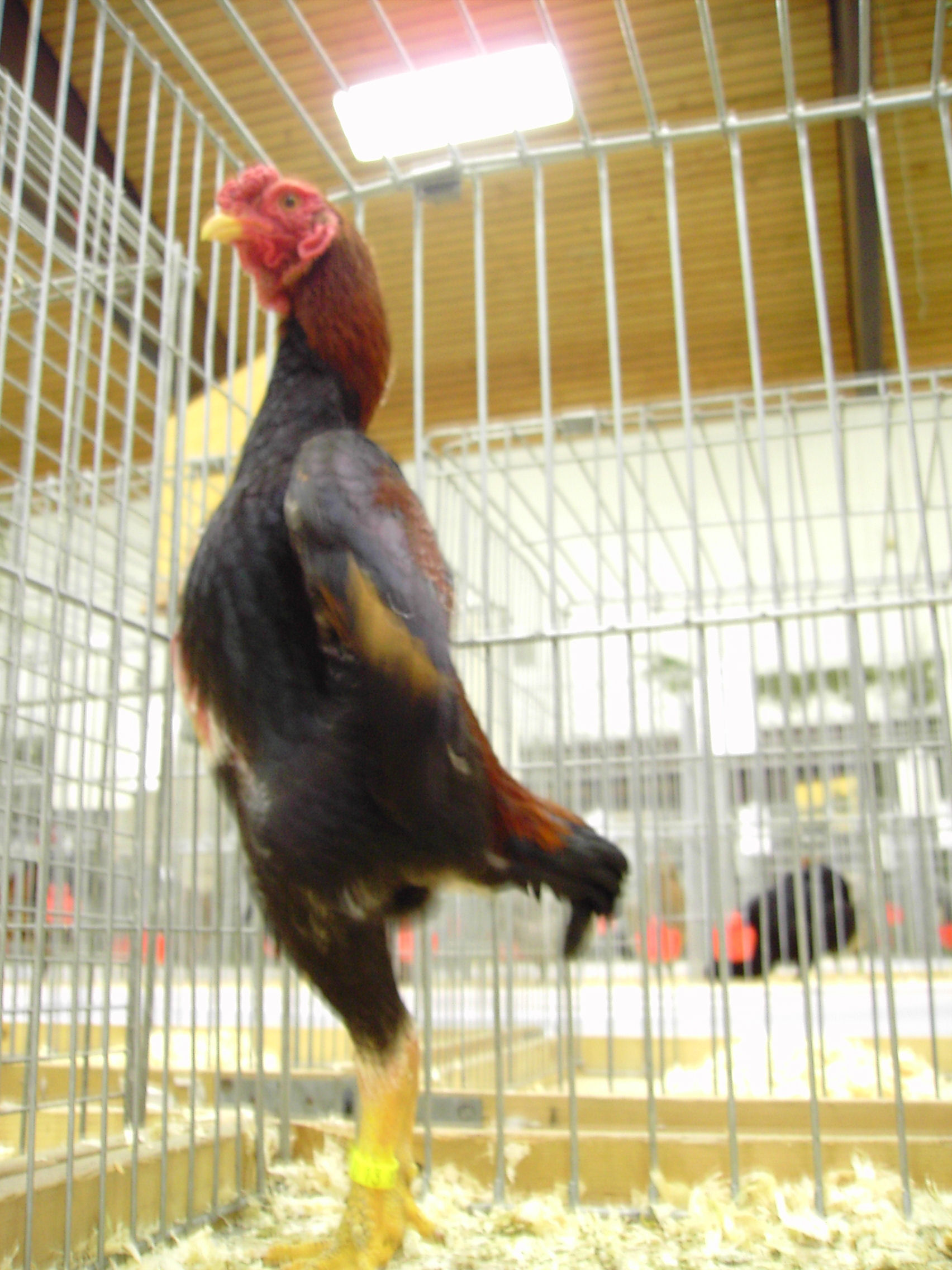
Coq Ko-shamo
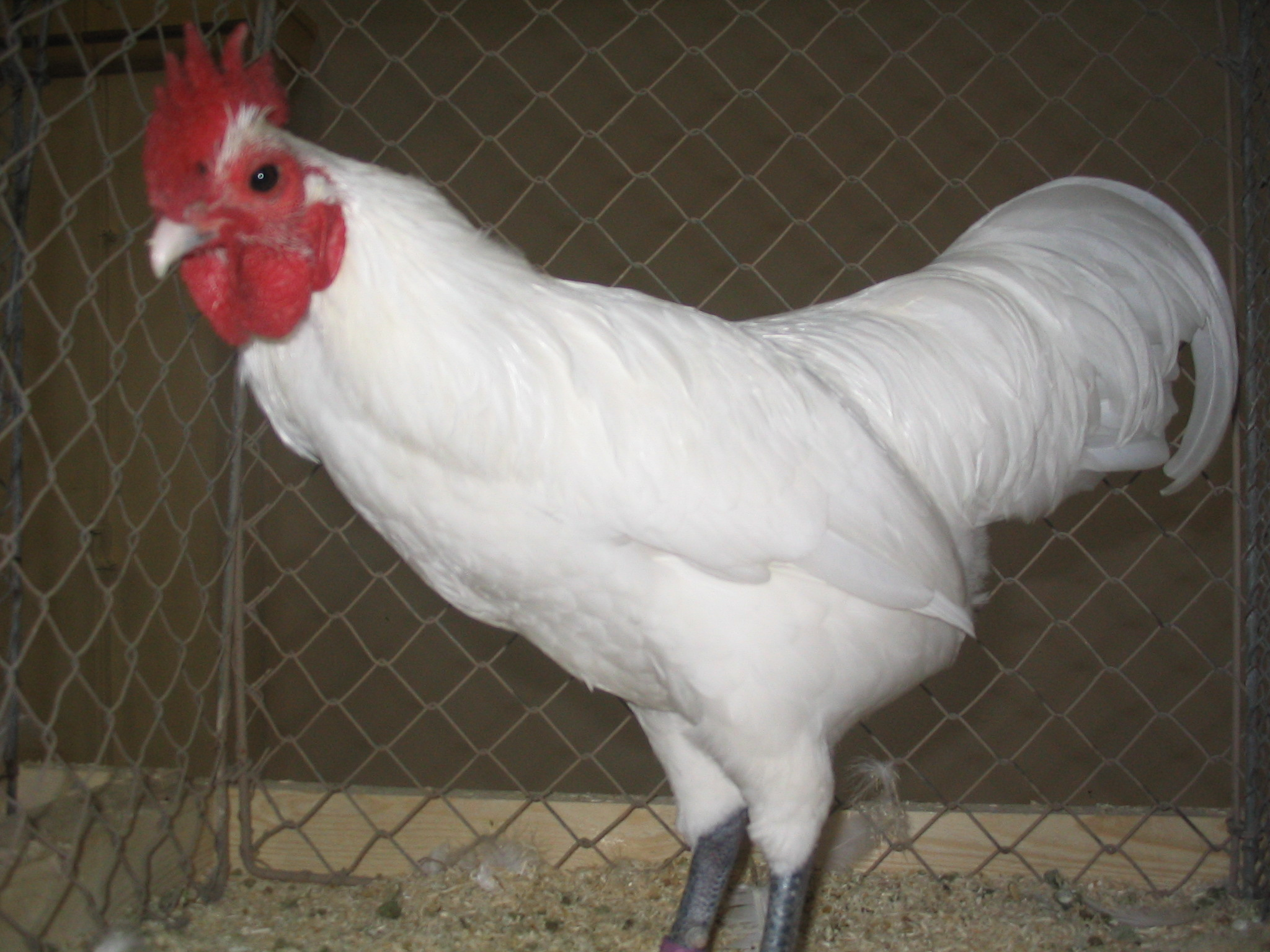
Coq Australorp  nain blanc

## Inconnue
- Nankin

## EuropeetÉtats-Unis
- Leghorn
- Phoenix

## Europe
- Brahma
- Padoue

### Allemagne
- Barbu de Thuringe
- Bielefelder
- Chanteur des montagnes "Bergische kraher"
- Cou-nu
- Poule de Dresde
- Poule de Hambourg
- Langshan allemande
- Mouette de la Frise orientale
- Poule naine allemande
- Poule du Reich
- Poule rhénane
- Sundeimer
- Vorwerk
- Welsumer

### Autriche
- Altsteirer (forme naine fixée en Allemagne)
- Sulmtaler (forme naine fixée en Allemagne)

### Belgique
- Ardennaise avec et sans queue (race Franco-Belge)
- Barbu d'Anvers
- Barbu de Boitsfort
- Barbu d'Everberg
- Barbu de Grubbe
- Barbu d'Uccle
- Barbu de Watermael
- Bassette
- Belge naine
- Brabançonne (la forme naine a été fixée aux Pays-Bas)
- Braekel
- Combattant de Bruges
- Combattant de Liège
- Combattant de Tirlemont

- Famennoise
- Fauve de Méhaigne
- Malines naine
- Naine du Tournaisis
- Naine de Waes
- Poule de Herve

### Espagne
- Andalouse (forme naine fixée en Angleterre)
- Espagnole à face blanche (forme naine fixée en France)
- Minorque

### France
- Alsacienne (l')
- Caumont
- Charollaise
- Combattant du Nord
- Coq de pêche du Limousin
- Cou nu du Forez
- Crèvecœur
- Faverolles française
- Faverolles allemande
- Gasconne
- Gâtinaise
- Gournay
- Houdan
- Javanaise
- La Flèche (certaines variétés fixées en Allemagne)
- Lyonnaise
- Mantes
- Marans (œufs extra-roux)
- Merlerault
- Meusienne
- Pavilly
- Pictave

### Italie
- Ancône (la forme naine a été fixée en Angleterre)

### Pays-Bas
- Barnevelder
- Naine hollandaise "Hollandskriel"
- Hollandaise huppée
- Lakenfelder ou Lakenvelder
- Sabelpoot
- Poule de Twente ou Kraienköppe
- Burma, Naine de Burma, Burma-kriel, Burmese Bantam

### République tchèque
- Tchèque

### Royaume-Uni
- Combattant anglais ancien
- Combattant anglais moderne
- Combattant indien
- Poule d'Écosse (Scotch grey)
- Java
- Marans type anglais
- Orpington (certaines variétés en Allemagne)
- Sebright
- poule du Sussex

### Russie
- Orloff

### Suisse
- poule Suisse

## Amériques

### Chili
- Araucana (la forme naine a été fixée aux États-Unis)

### États-Unis
- Améraucana
- Amrock
- Dominicaine
- poule du New Hampshire
- Plymouth (la forme naine a été fixée en Allemagne et en Angleterre)
- Rhode Island
- Wyandotte (la forme naine a été fixée en Europe)

## Asie

### Chine
- Poule Pékin (en Allemagne et aux Pays-Bas, elle est appelée cochin naine, mais à tort, car ce sont deux races aux origines distinctes)
- Nègre-soie désormais Poule Soie

### Inde
- Asyl ou Aseel

### Indonésie
- Sumatra (la forme naine a été fixée aux États-Unis)

### Japon
- Combattant Tuzo
- Echigo Nankin-Shamo
- Ko Gunkei
- Ko shamo
- Chabo anciennement "Nagasaki"
- Ohiki
- Poule de Yokohama (la forme naine a été fixée aux États-Unis)
- Phenix sokoku

### Malaisie
- Serama
- Combattant Malais (la forme naine comme la grande ont été fixées en Angleterre)

## Australie
- Australorp (la forme naine a été fixée en Allemagne)

## Page précédente
- Liste des races de poules du monde